# شهردار کاتماندو
شهردار کاتماندو رئیس اجرایی شهرداری کلانشهر کاتماندو می باشد . صاحب جایگاه برای یک دوره ۵ ساله منتخب می شود و بسته به خدمت بیشینه دو دوره می باشد. این نقش نخستین بار در سال ۱۹۳۲ در زمان رژیم رعنا ایجاد شد. 
شهردار فعلی بالندرا شاه می باشدکه در انتخابات ۲۰۲۲ منتخب شد و در ۳۰مه ۲۰۲۲ کار خود را  آغاز نمود. این سمت از زمان تأسیس تاکنون توسط چهارده نفر به عنوان دائمی در اختیار بوده است.
شهر کاتماندو توسط اجلاس شهرداری متروپولیتن شهر کاتماندو مورد تجسس قرار می گیرد و شهردار توسط هیئت اجرایی شهرداری که متشکل از صندلی های بخش کل ۳۲ ناحیه کاتماندو می باشد، حمایت می شود. 

## تاریخ
کاتماندو برای نخستین بار در سال ۱۹۳۲ بعداز تدوین قانون سابال شهرداری کاتماندو به نام یک شهرداری گزارش شد. این به نام یک ناحیه مدیریت زباله تاسیس گردید و سینگ شمشر به نام نخستین شهردار شهرداری کاتماندو در همان سال توسط دولت چاندرا شومشر منصوب شد. 
در سال ۱۹۴۷، نخستین انتخابات شهرداری در کاتماندو برگزار گردید. گهندرا شومشر تاپا توسط رژیم رانا به نام رئیس کاتماندو منتخب گردید و شانکار دو پنت به نام معاون وی از بین مردم عادی انتخاب شد.  
در نخستین انتخابات دموکراتیک بعد از نابودی رژیم رانا در سال ۱۹۵۳ ، جانک من شرستا توسط شورا در یک انتخابات غیرمستقیم به نام شهردار کاتماندو منصوب گردید و نخستین شهردار مورد انتخاب شهر شد. بعد از کودتای شاه ماهندرا در سال ۱۹۶۰ ، سوی شهردار لغو شد و پرادان پانچ (رئیس شورا) به عنوان رئیس شهرداری کاتماندو انتخاب خواهد شد. 
شهرداری کاتماندو توسط شهردار پرم لال سینگ در سال ۱۹۹۵ به نام یک شهر بزرگ اعلام گردید و کشاواستاپیت به نام نخستین شهردار کلان شهر در سال ۱۹۹۷ انتخاب شد. .

## قدرت و نتایج
دولت بومی در نپال طبق جدول ۸ قانون اساسی نپال بر واحدهای بومی اختیار دارد.  شهردار قدرت خود را از قانون عملیات دولت محلی، ۲۰۱۷ می گیرد. 
- دعوت و ریاست جلسات مجمع شهرداری و مجریه شهرداری.
- جدول دستور کارها و پیشنهادات به مجمع شهرداری و مجریه شهرداری.
- تهیه و ارائه برنامه و بودجه سالانه.
- اجرای تصمیمات مجمع و مجریه.
- نظارت بر کار کمیته ها و کمیته های فرعی شهرداری و کمیته های بخش.

شهردار کاتماندو همچنین جزو مجلس ناحیه کاتماندو و جزو غیر رسمی مرکز توسعه منطقه پاشوپاتی، کمیته توسعه منطقه بودانات ، سنای آکادمی ملی علوم پزشکی و رئیس انجمن شهرداری دره می باشد. .  

## لیست شهرداران

### رژیم رانا (۱۹۳۲–۵۱)
| # | شهردار            | دوره نمایندگی | دوره نمایندگی |
| - | ----------------- | ------------- | ------------- |
| ۱ | سینگا شومشر       | ۱۹۳۲          | ناشناس        |
| ۲ | گهندرا شومشر تاپا | ۱۹۴۷          | ۱۹۵۳          |

### دوره گذار (۱۹۵۳-۱۹۶۰)
| # | شهردار              | دوره نمایندگی | دوره نمایندگی | حزب سیاسی | حزب سیاسی        |
| - | ------------------- | ------------- | ------------- | --------- | ---------------- |
| 3 | جانک من شرستا       | ۱۹۵۳          | ۱۹۵۴          |           | حزب کمونیست نپال |
| 4 | پرایاگراج سینگ سوال | ۱۹۵۷          | ۱۹۶۰          |           | کنگره نپالی      |

### عصر پانچایات (۱۹۶۶-۱۹۹۰)
| #  | پرادان پانچا     | دوره نمایندگی | دوره نمایندگی |
| -- | ---------------- | ------------- | ------------- |
| ۵  | گانش من شرستا    | ۱۹۶۶          | ۱۹۷۱          |
| ۶  | راجندرا من سووال | ۱۹۷۱          | ۱۹۷۶          |
| ۷  | باسودف دونگانا   | ۱۹۷۶          | ۱۹۸۱          |
| ۸  | پرم بهادر شاکیا  | ۱۹۸۱          | ۱۹۸۳          |
| ۹  | کمال چیتراکار    | ۱۹۸۳          | ۱۹۸۷          |
| ۱۰ | هاریبول بهاتارای | ۱۹۸۸          | ۱۹۹۲          |

### دوران سلطنت مشروطه (۱۹۹۰-۲۰۰۸)
| #  | شهردار       | مدت دفتر | مدت دفتر | حزب سیاسی | حزب سیاسی                        |
| -- | ------------ | -------- | -------- | --------- | -------------------------------- |
| ۱۱ | پرم لال سینگ | ۱۹۹۲     | 1997     |           | کنگره نپالی                      |
| ۱۲ | کشاو استاپیت | ۱۹۹۷     | ۲۰۰۶     |           | سی پی ان (مارکسیست–لنینیست متحد) |
| ۱۳ | راجرام شرستا | ۲۰۰۶     | ۲۰۰۷     |           | حزب راستریا پراجاتانترا          |

| #  | پرتره | نام                | دوره نمایندگی | دوره نمایندگی | انتخاب شد | حزب سیاسی | حزب سیاسی                        |
| -- | ----- | ------------------ | ------------- | ------------- | --------- | --------- | -------------------------------- |
| ۱۴ |       | بیدیا سوندار شاکیا | 31 مه 2017    | ۱۹مه ۲۰۲۲     | ۲۰۱۷      |           | سی پی ان (مارکسیست-لنینیست واحد) |
| ۱۵ |       | بالندرا شاه        | ۳۰ مه ۲۰۲۲    | تاکون         | ۲۰۲۲      |           | مستقل                            |